# Brachydiplax sobrina
Brachydiplax sobrina – gatunek ważki z rodziny ważkowatych (Libellulidae).